# Stadtmauer (Mainz)

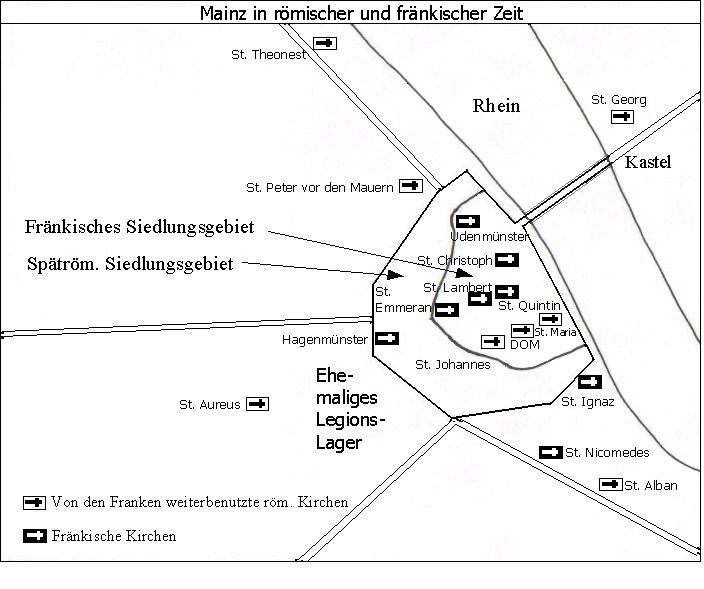
Ausdehnung des spätrömischen und des fränkischen Siedlungsgebietes

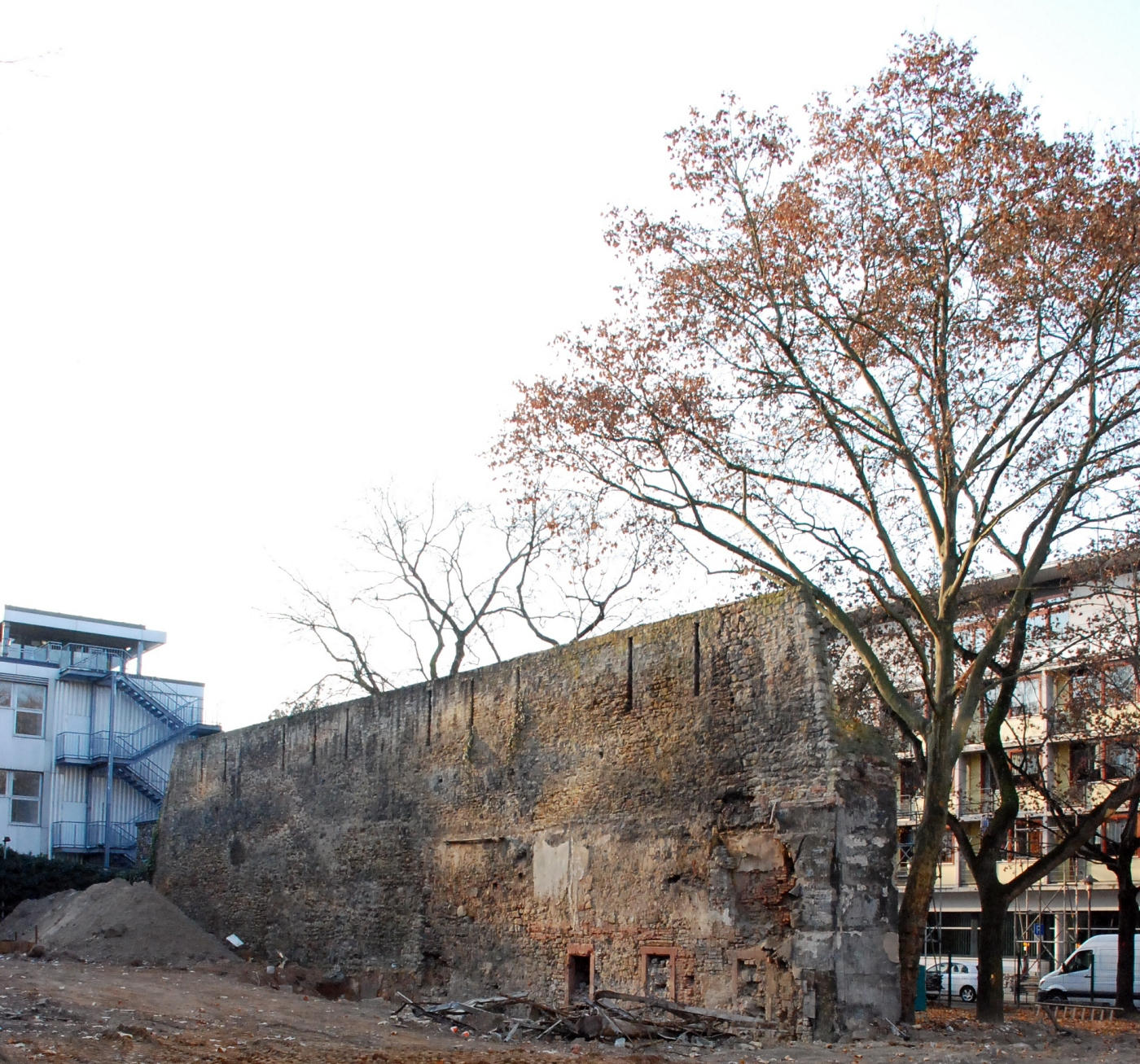
Blickrichtung Schlossergasse

Die Stadtmauer von Mainz war eine über Jahrhunderte bestehende und in mehreren Bauphasen errichtete Stadtbefestigung. Die erste wurde in der zweiten Hälfte des 3. Jahrhunderts für die römische Provinzhauptstadt Mogontiacum errichtet. Die spätere mittelalterliche Befestigungslinie übernahm weitgehend den Verlauf der römischen Mauer und schloss damit große, noch unbebaute Flächen mit ein. Der Bau von weitläufigen bastionären Festungsanlagen seit dem 17. Jahrhundert machte Mainz zur Festungsstadt. Reste der mittelalterlichen Mauerabschnitte wurden zunehmend durch Häuser verbaut.

## Römische Zeit

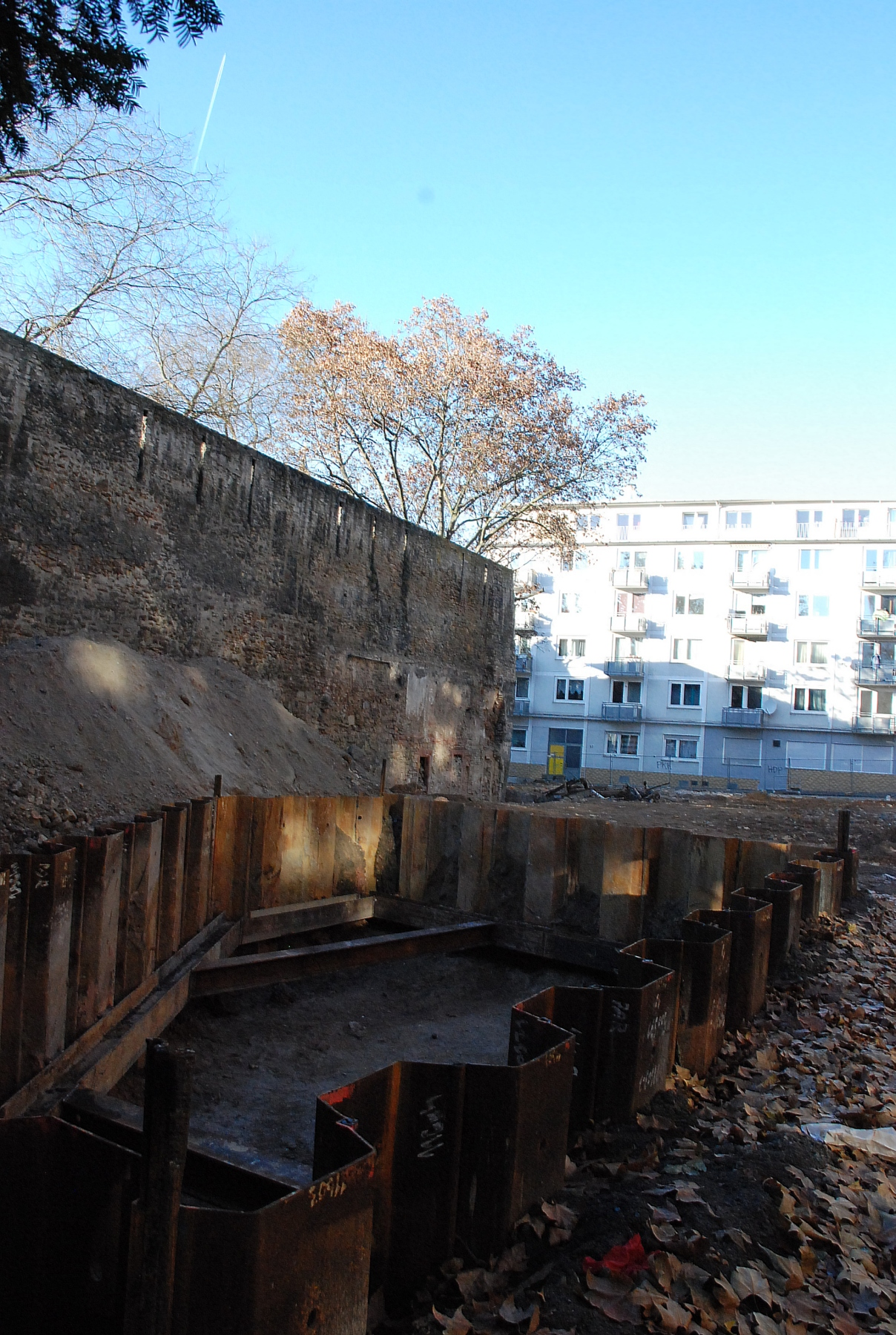
Blickrichtung Weintorstraße

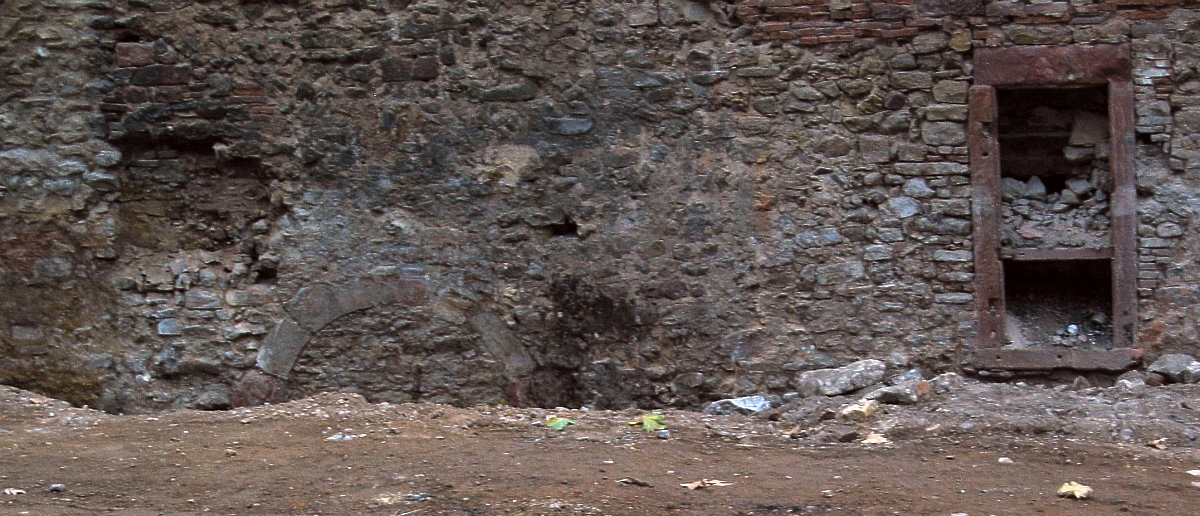
Sandsteinbogen und Tür-/Fenstereinfassung

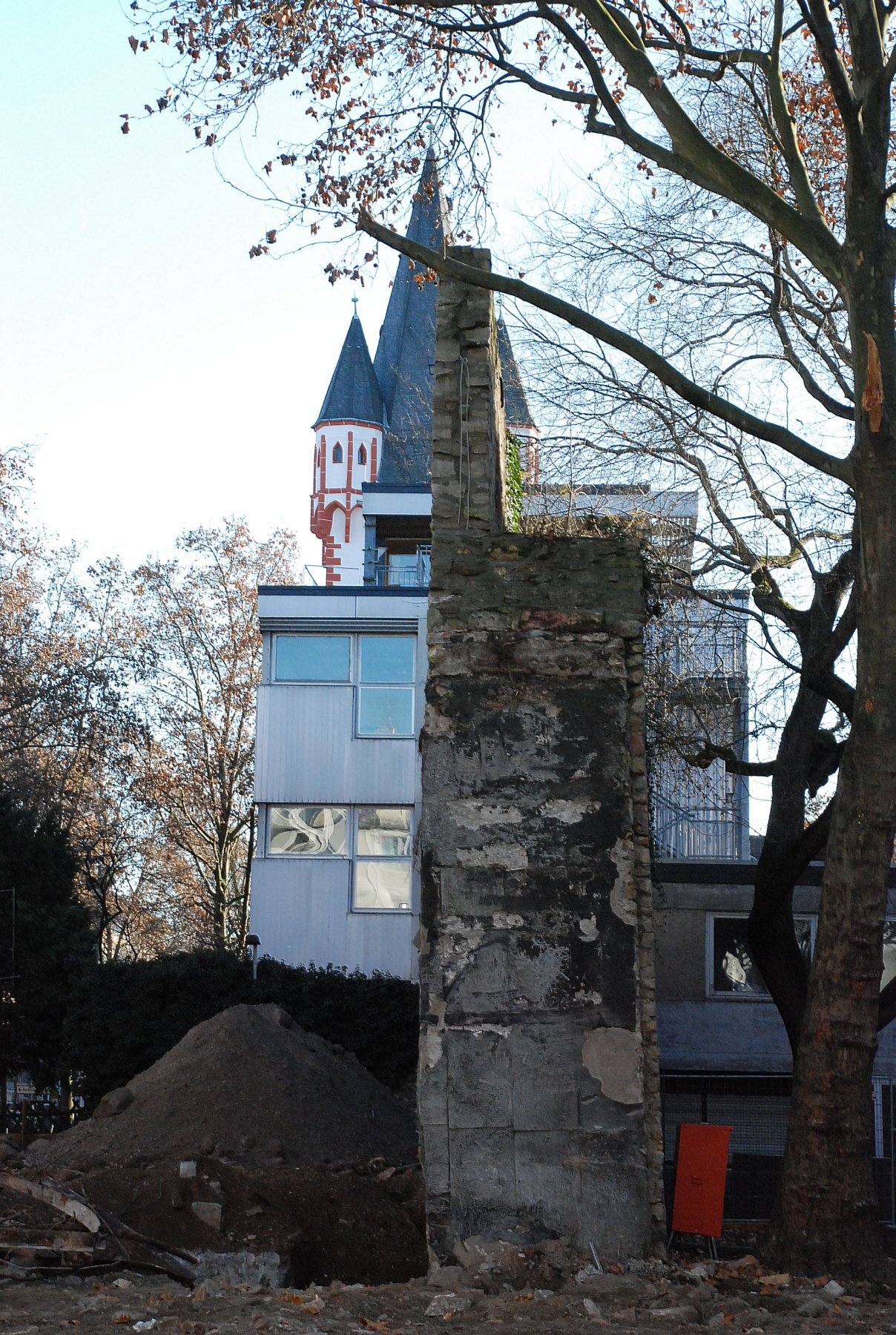
Stadtmauer im Profil

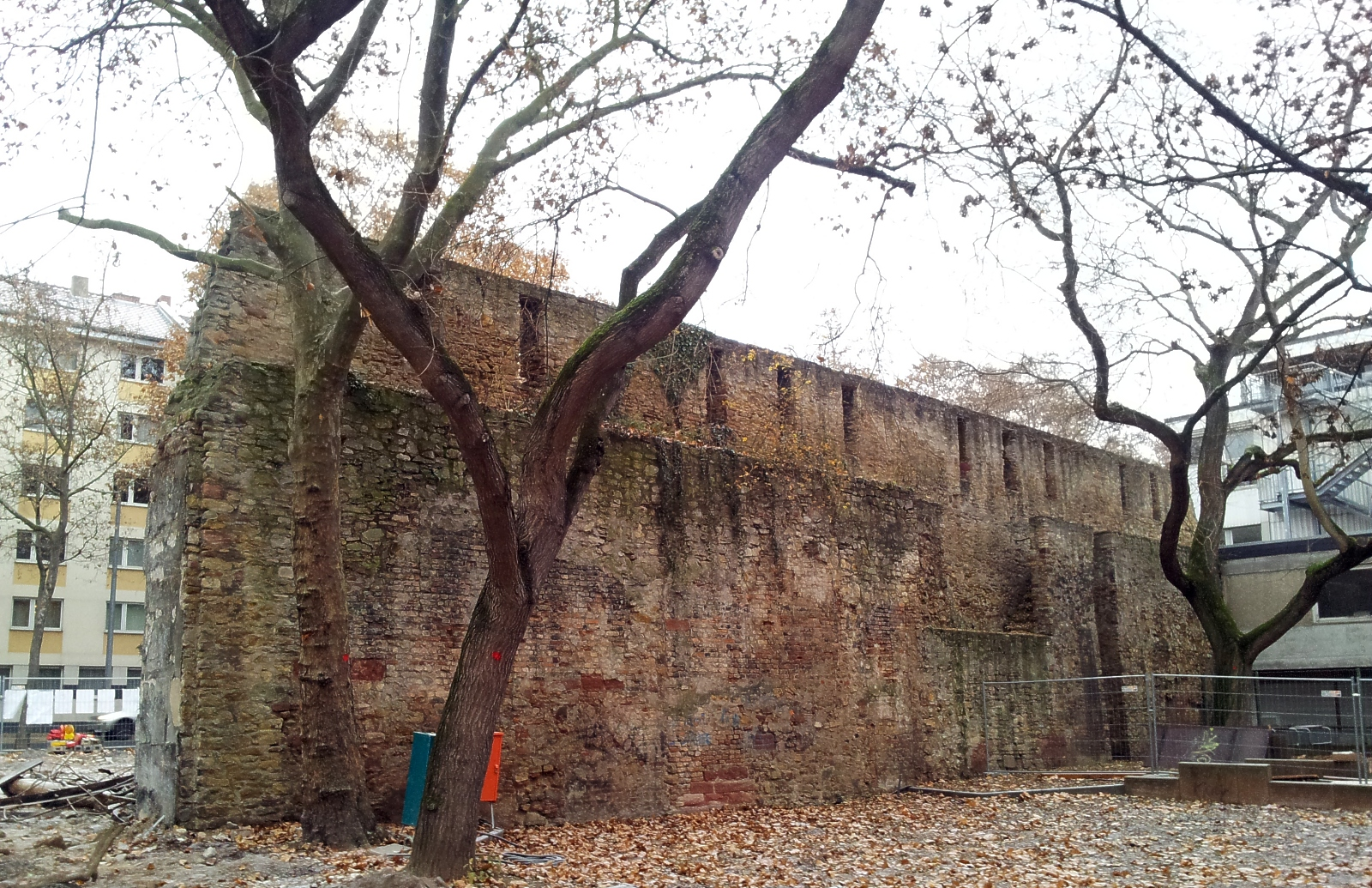
Schlossergasse, Richtung Rheinstraße

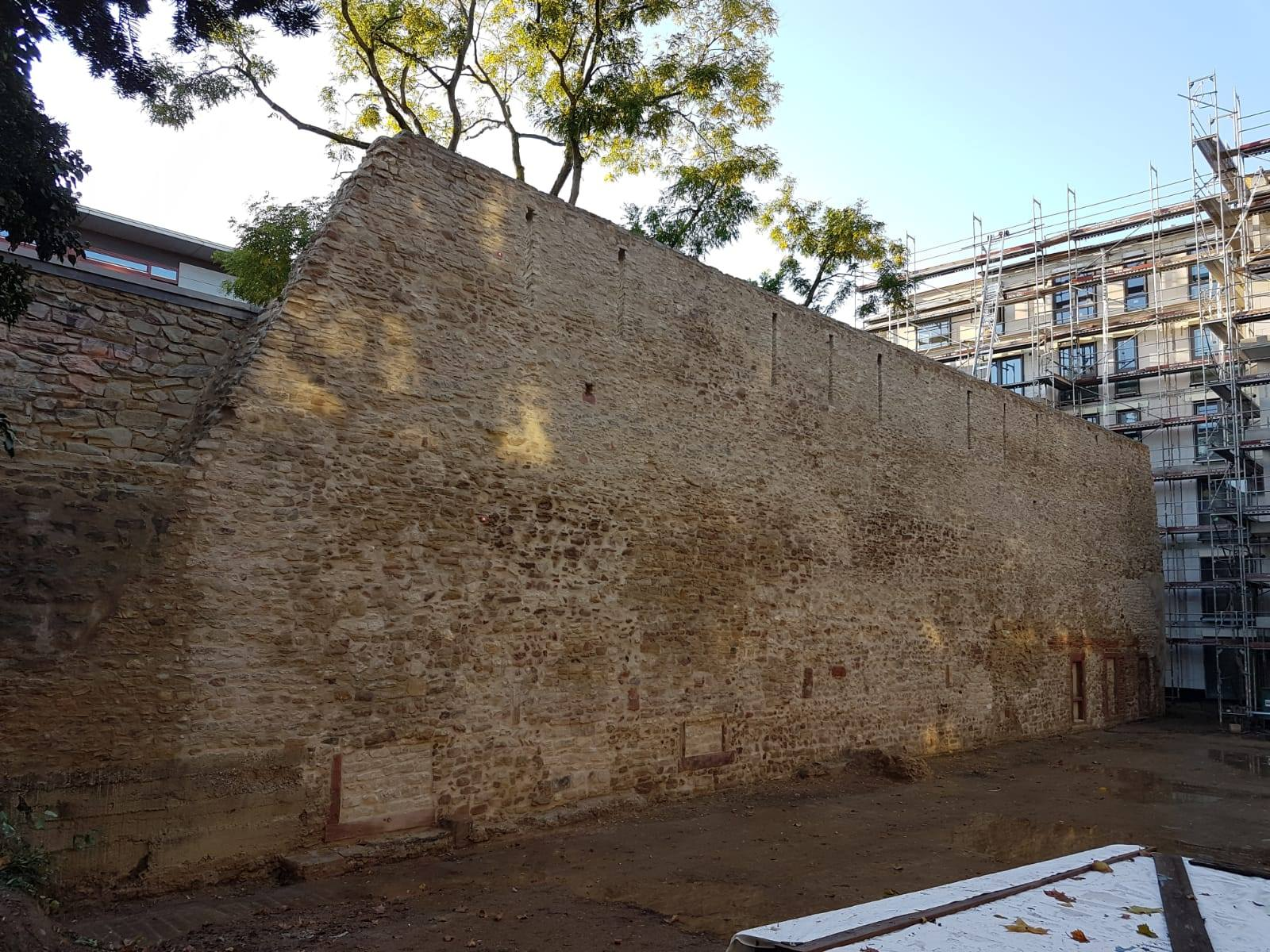
Januar 2020, Rheinstraße, Richtung Weintorstraße

In der zweiten Hälfte des 3. Jahrhunderts entstand die erste Stadtmauer in Mainz.
Die älteste Darstellung der von Stadtmauern umgebenen Stadt Mainz ist das Lyoner Bleimedaillon, welches auf 297 n. Chr. datiert wird.
Von dem spätrömischen Mauerring (etwa zwei Meter dick und sechs Meter hoch, ca. 4000 m lang) sind nur Reste in den Fundamenten der jetzigen Stadtmauer erhalten.

## 3. bis 8. Jahrhundert
In der Merowingerzeit (etwa 486–751) waren weite Teile innerhalb des Mauerrings noch unbebaut. In welchen Zustand sich die ehemalig römischen Mauerzüge zu Beginn des Frühmittelalters befanden, ist heute nicht ganz klar.
Sicher ist hingegen, dass um 881/882 Erzbischof Liutbert die Stadtmauer wieder instand setzte.

## 9. bis 12. Jahrhundert
Die mittelalterliche Stadtmauer folgte weitgehend dem Verlauf der spätrömischen Mauern. 

Unter Erzbischof Hatto I. (891–913) wird das Mainzer Stadtgebiet zum Rheinufer hin erweitert. Dazu wurde nach archäologischem
Befund die römische Stadtmauer gegen Ende des 9. Jahrhunderts abgebrochen und etwa 30–50 m weiter östlich neu errichtet 

Nach einem Aufstand der Bürgerschaft verfügte Kaiser Friedrich Barbarossa 1163 die Schleifung der Mauer, die zumindest in Teilen ausgeführt wurde. In welchem Umfang die Mainzer Stadtmauer 1163 geschleift, d. h. zerstört wurde, ist unklar. Der am Rheinufer gelegene Teil der Stadtmauer wurde wohl wirklich größtenteils abgebrochen.

## 13. bis 16. Jahrhundert
Wiederaufbau und Erweiterung im 13. Jahrhundert, man versetzte den Mauerzug erneut rheinwärts und bezog die Vorstadt Selenhofen mit ein (hatte seit 1206 bereits einen Wall und Graben). Gleichzeitig wurden die landseitigen Abschnitte von fünf auf acht Meter erhöht. Die Stadtbefestigung trotzte bis zum Höhepunkt der Mainzer Stiftsfehde 1462 allen Angriffen. Die mittelalterliche Stadtmauer entsprach im 16. Jahrhundert nicht mehr den Erfordernissen des „modernen“ Kriegswesens: Für die neuen Kanonen waren die Mauern einfach zu schwach.

## 1900 bis Heute
Die heutigen Stadtmauerreste in Mainz stammen aus mittelalterlicher Zeit.
Das an der Rheinstraße stehende Teilstück, war bis Ende November 2016 durch die Überreste einer 2002 geschlossenen Tankstelle teils verdeckt.
Die Reste eines Torbogens und Sandsteineinfassungen von Türen oder Fenstern sind teils mit denen auf dem Bild von 1869/70 identisch.